# Ropica affinis
Ropica affinis là một loài bọ cánh cứng trong họ Cerambycidae.